# Scottie Pippen
Scottie Pippen (Hamburg (Arkansas), 25 de setembre de 1965) és un exjugador de bàsquet estatunidenc, que jugava com a aler en l'equip Chicago Bulls, a l'NBA. Era un defensor impecable en l'u-contra-u. Pel seu talent de defensor fou nominat un dels 50 millors jugadors de la història de l'NBA segons una la llista elaborada l'any 1996.
La seva trajectòria a la NBA va començar en ser escollit pels Seattle Supersonics a la primera ronda del draft de 1987 en cinquena posició, però immediatament es van traspassar els seus drets als Chicago Bulls a canvi de Olden Polynice i una posterior elecció del draft condicional. Amb els Bulls va passar dos cicles, el primer des de 1987 fins a 1998 i el segon, entre 2003 i 2004. Entremig, va jugar amb els Houston Rockets la temporada 1998-1999 i amb els Portland Trail Blazers des de 1999 fins al 2003.
Va aconseguir sis anells de l'NBA (1991, 1992, 1993, 1996, 1997 i 1998), va ser triat 7 vegades per al millor cinc inicial de la lliga i 8 vegades triat dins el millor quintet defensiu. És un dels 50 millors jugadors de la història de l'NBA, i va participar en set edicions del la Nit de les estrelles de l'NBA.
Pippen va representar a la selecció dels Estats Units d'Amèrica, i va aconseguir la medalla d'or als Jocs Olímpics de 1992 i als 1996.

## Trajectòria esportiva
Va créixer a Arkansas, on va jugar a la Universitat d'Arkansas Central. El fet que aquesta fos a una universitat menor, fora del circuit NCAA va fer que hi hagués algunes sospites sobre el seu rendiment al màxim nivell, però la seva capacitat defensiva i polivalència van jugar al seu favor. Un últim any a la Universitat espectacular, amb mitjanes de 26,3 punts i 10 rebots, el van dur a una bona elecció al draft. Va ser triat pels Seattle Supersonics en cinquena posició del Draft de la NBA de 1987, però Jerry Krause, Director d'Operacions dels Bulls ja s'havia fixat en el jove talent de Pippen i no va trigar a acordar un traspàs que portés al d'Arkansas a recalar a Chicago.
L'aposta dels Bulls va tenir una resposta immediata, sortint des de la banqueta, durant el seu primer any va fer una mitjana de 7,9 punts, 3,8 rebots i 2,1 assistències ajudant a l'equip de Chicago a aconseguir la segona ronda de Playoff per primera vegada en l'última dècada. Van caure 4-1 en la segona eliminatòria contra els Pistons de Isiah Thomas. Tenien, però, motius per estar contents. El futur de Pippen i els Bulls semblava prometedor, eren un equip jove i de gran talent.
Durant els anys següents, Pippen va continuar la seva progressió dins de l'equip i es va establir com a segon jugador per darrere de Michael Jordan. El 1990 es reconeix la seva vàlua i és seleccionat per l'All-Star Game de la NBA per primera vegada. El 1991 aconsegueix el seu primer anell de campió de l'NBA imposant-se Los Angeles Lakers de Magic Johnson. Pippen al costat del seu gran amic Jordan formen una parella imparable que portarà als Bulls a alçar amb 3 campionats consecutius entre 1991 i 1993.
Els Bulls repetirien la gesta entre 1996 i 1998. L'arribada de Dennis Rodman i amb Pippen i Jordan en gran forma aconsegueixen una fita històrica, una marca de 72-10 durant la fase regular, la segona millor marca de la història de l'NBA (73-9 és la millor marca, obtinguda el 14 d'abril de 2016 per Golden State Warriors). Amb aquest equip com a base ajudats per jugadors com Toni Kukoč, Ron Harper i Luc Longley principalment, els Bulls aconsegueixen de nou 3 campionats consecutius.
Malgrat aquests èxits esportius el desacord entre els jugadors i Jerry Krause és manifest i al final de la temporada 1998 l'equip queda totalment descompost. Michael Jordan anuncia una nova retirada del bàsquet, Rodman va a parar als Lakers i Pippen és traspassat als Houston Rockets durant la temporada del "lockout" (bloqueig) a canvi de Roy Rogers i una ronda del draft condicional. L'arribada als Rockets de Pippen, que ja comptaven amb Hakeem Olajuwon i Charles Barkley sembla posar-los com a ferms candidats al títol però en aquesta atípica temporada només aconsegueixen un rècord de 31-19 i cauen en primera ronda de playoff davant els Lakers per 3-1. La seva mala relació amb Barkley el fa abandonar l'equip aquell estiu i és traspassat als Portland Trail Blazers a canvi de Kelvin Cato, Stacey Augmon, Walt Williams, Brian Shaw, Ed Gray i Carlos Rogers.
Durant la temporada 1999-2000 a Portland, Pippen ajuda a l'equip a aconseguir la final de la Conferència Oest on cauen per un ajustat 4-3 contra els Lakers. A la franquícia s'hi està fins a l'any 2003 quan el seu antic company als Bulls, John Paxson, li ofereix tornar a Chicago amb per donar suport i ensenyar a uns joves que han de ser el futur de l'equip.
El seu paper va ser merament testimonial. Va jugar 23 partits i va tenir molts problemes de lesions durant tota la temporada. A finals d'any va anunciar la seva retirada definitiva amb 39 anys.
El 9 de desembre de 2005 el seu dorsal va ser retirat per la franquícia d'Illinois. S'unia al 23 de Jordan, el 4 de Jerry Sloan i el 10 de Bob Love.